# マイケル・カービー (裁判官)

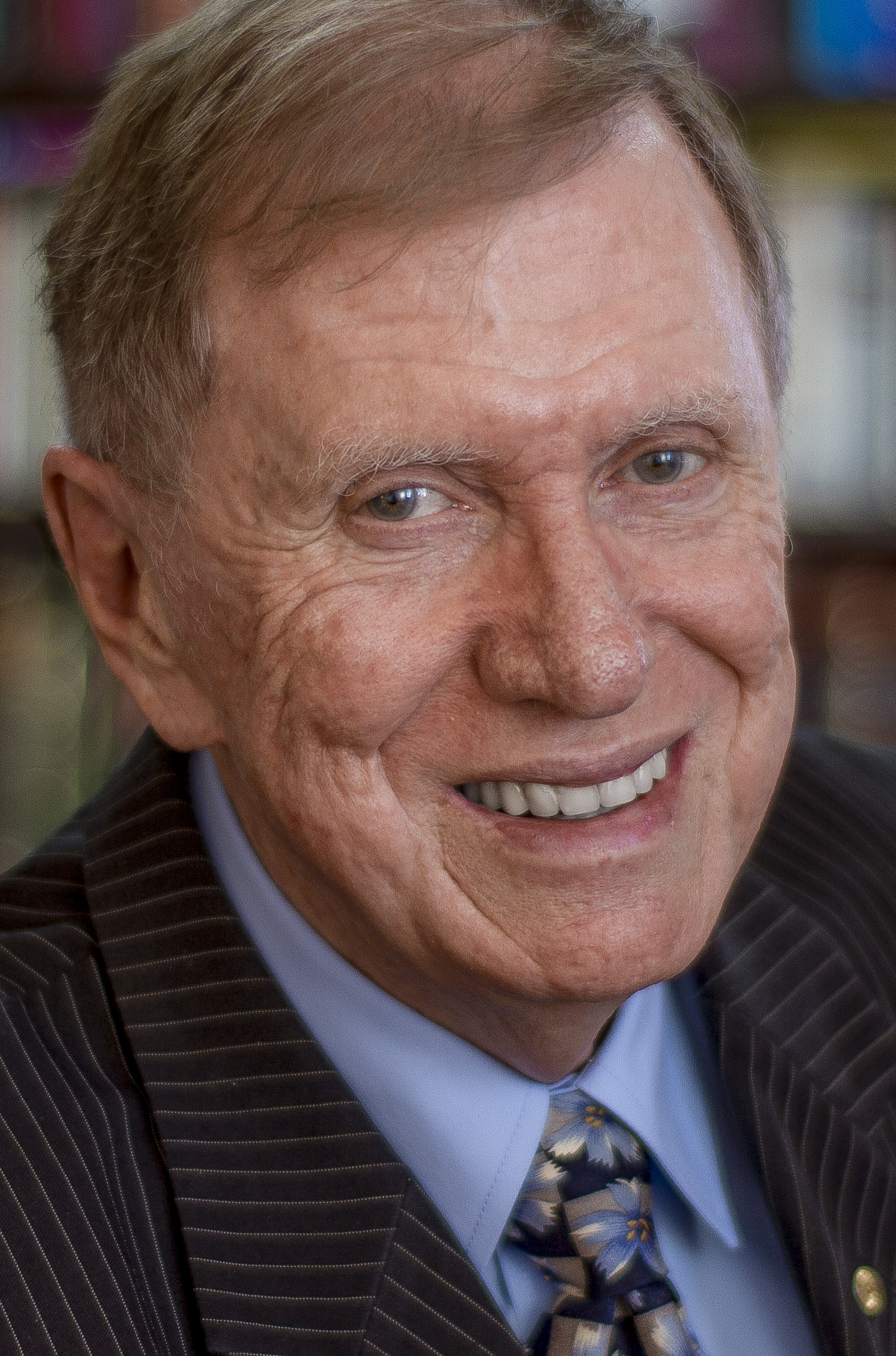
マイケル・カービー

マイケル・ドナルド・カービー（Michael Donald Kirby、1939年3月18日 - ）はオーストラリアの元最高裁判事。

## 経歴
「北朝鮮における人権に関する国連調査委員会」（COI）元委員長。北朝鮮による日本人拉致問題について「日本に対する公然たる侮辱」として解決の重要性を訴えている。